# Cervalces latifrons
Cervalces latifrons és una espècie extinta de mamífer artiodàctil de la família dels cèrvids que visqué a Àsia, Europa i Nord-amèrica durant el Plistocè. Se n'han trobat restes fòssils a Alemanya, els Estats Units, Grècia, els Països Baixos, Polònia, la República Txeca, el Regne Unit i Rússia. Podia atènyer una alçada a la creu de fins a 2 m. Les diferències que presentava en el crani i les dents respecte al seu congènere C. carnutorum fan pensar que estava adaptat al clima fred i variable de les estepes, les taigàs i els boscos mixtos del Plistocè mitjà. Pot ser que fos menys dependent de les zones humides que l'ant, el seu parent vivent.